# Mars 1798
Cette page présente les faits marquants du mois de mars 1798.

## Événements
- 9 mars, France : Jean-Baptiste Bessières, futur maréchal d'Empire est fait chef de brigade

- 12 mars : édit de tolérance en Russie, qui autorise les vieux-croyants à construire des églises[1]. Création d’un ministère du Commerce[2].

- 28 mars :
  - proclamation de la République helvétique en Suisse, aidé par le Directoire qui profite de troubles suscités par les patriotes des cantons suisses[3].
  - Espagne : démission de Godoy, remplacé par Saavedra comme secrétaire d'État. Retour en faveur des partisans des Lumières, comme Jovellanos ou Mariano Luis de Urquijo[4].

- 29 mars : Louis XVIII est accueilli à Mitau[5]. Le gouvernement russe lui verse une pension de 200 000 roubles.

- 30 mars : l'armistice du 30 mars 1798 permet à Toussaint Louverture de régler les détails de la retraite de l'armée anglaise de Saint-Domingue[6].

## Naissances
- 10 mars : Pierre-Frédéric Sarrus (mort en 1861), mathématicien français.
- 14 mars : Jean Sautivet (mort en 1867), fabricant et joueur de musettes dans le Berry.
- 21 mars : Ferdinand d'Hoop (mort en 1866), homme politique belge
- 23 mars : Guillaume Manès (mort en 1881), géologue et ingénieur français.

## Décès
- 7 mars: Gabriel-Narcisse Rupalley, peintre français (° 24 mars 1745).